# Motel (Schilde)
|  | No s'ha de confondre amb Motel (Warnow). |

El Motel (pronúnica Mòtel) és un riu de Mecklenburg-Pomerània Occidental. És un afluent de l'Schilde, que via l'Schaale i el Sude desemboca a l'Elba. El nom prové d'una arrel eslau motiti se que significa moure's amb molt vivacitat.
Neix a Harst, un llogaret de Wittendörp i desemboca 26,2 km més avall a l'Schilde a Camin. Després de travessar l'autopista A24 entre a la zona de protecció natural de la planura de l'Schilde i Mòtel. Sobretot al seu curs superior va ser parcialment rectificat al segle XX però en l'actualitat s'assatja allà on és possible deixar el riu recuperar un curs natural i meandrós, és llistat com curs d'aigua amb gran potencial de renaturalització, el que no agrada a tots els veïns.

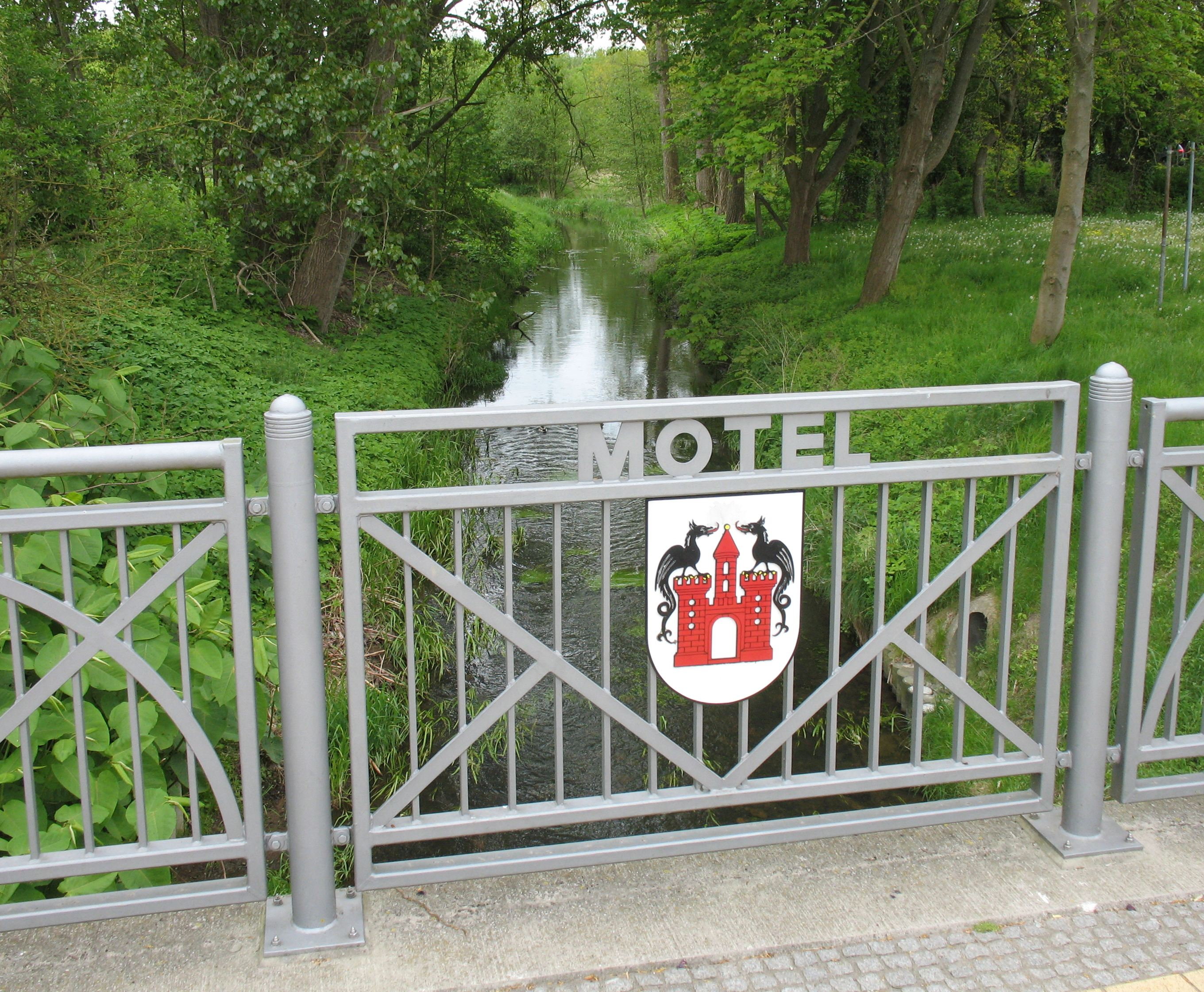
Pont al Mòtel a Wittenburg
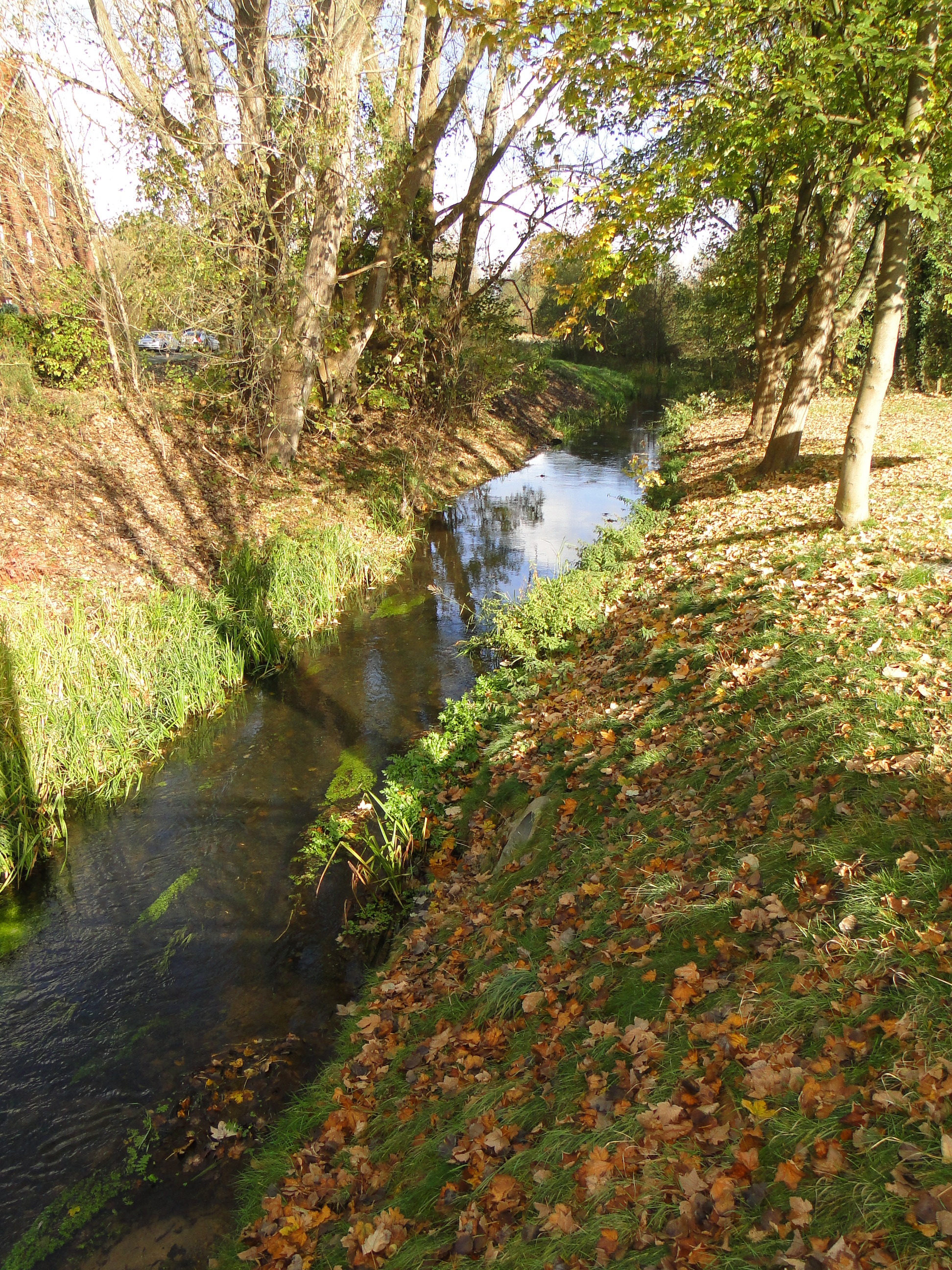
El Mòtel a Wittenburg
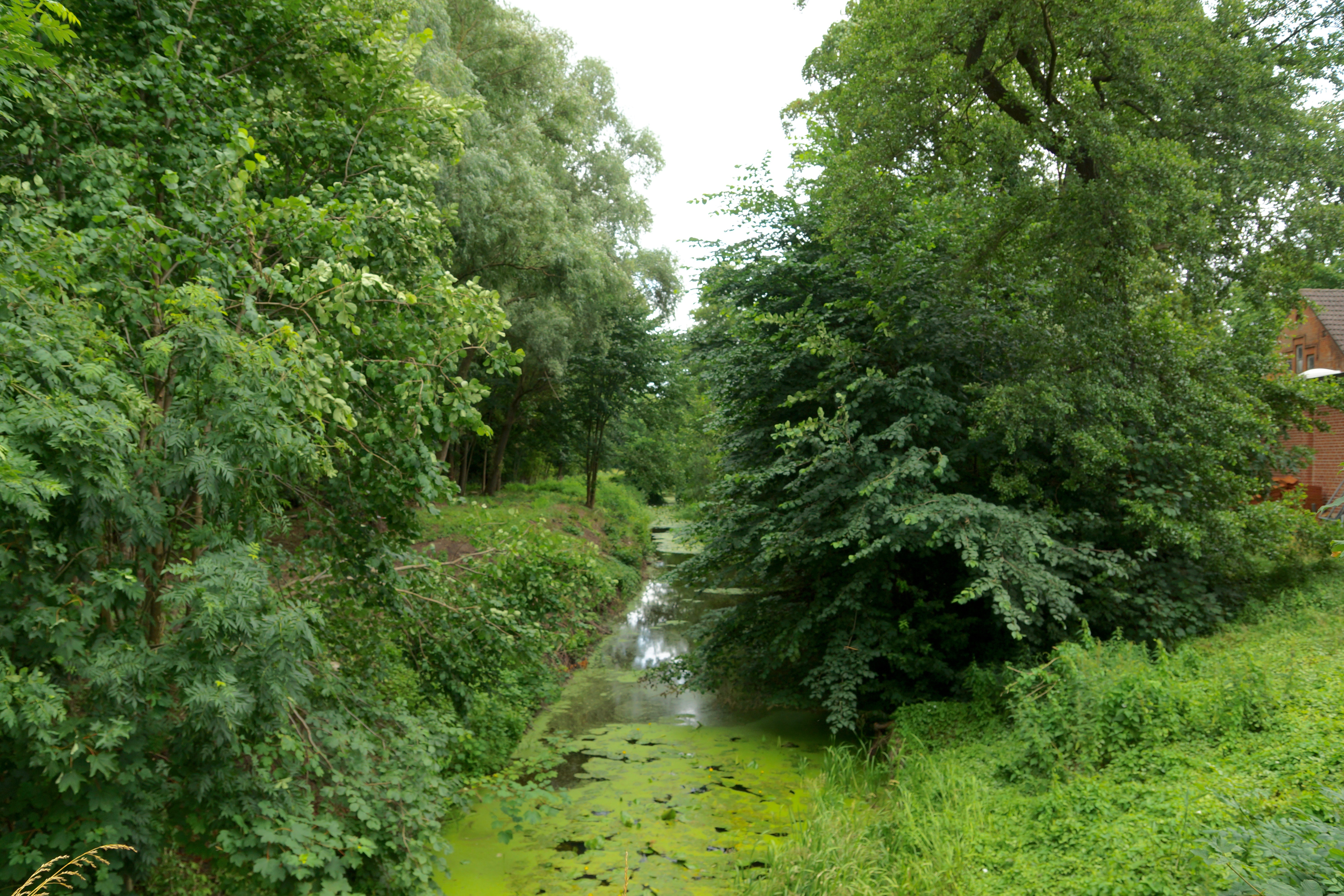
A l'entrada de Dreilützow

Afluents
- Nagelsbach
- una sèrie de wetterns de desguàs sense nom.